# Gulou (Fuzhou)

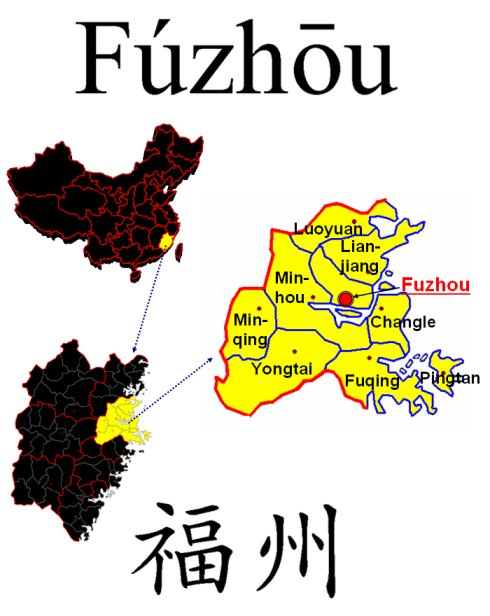
Gliederung der bezirksfreien Stadt Fuzhou

Gulou (chinesisch 鼓楼区, Pinyin Gǔlóu qū) ist ein chinesischer Stadtbezirk der bezirksfreien Stadt Fuzhou in der Provinz Fujian. Er hat eine Fläche von 34,08 km² und zählt 669.090 Einwohner (Stand: 2020). Er ist Verwaltungssitz von Fuzhou.

## Administrative Gliederung
Auf Gemeindeebene setzt sich der Stadtbezirk aus neun Straßenvierteln und einer Großgemeinde zusammen. 